# Lettera 22 (album)
Lettera 22 è una raccolta del gruppo musicale italiano I Cugini di Campagna, pubblicata il 7 febbraio 2023.

## Descrizione
L'album contiene i maggiori successi del complesso, con l'aggiunta degli inediti Con te vorrei e l'omonimo Lettera 22, presentato al Festival di Sanremo 2023.

## Tracce
1. Lettera 22 – 4:05 (Veronica Lucchesi, Dario Mangiaracina, Fabio Gargiulo) – inedito
2. Con te vorrei – 4:03 (Alessandro Hueber, Marco Elfo Buongiovanni, Ivano Michetti) – inedito
3. Ti ho sognata mentre stavi ritornando – 3:18 (Alessandro Hueber, Marco Elfo Buongiovanni, Ivano Michetti)
4. Sarà – 5:57 (Ivano Michetti, Nicolino Luciani)
5. Anima mia – 3:31 (Antonello De Sanctis, Ivano Michetti, Flavio Paulin)
6. Meravigliosamente – 3:19 (Ivano Michetti, Silvano Michetti)
7. Un'altra donna – 3:27 (Ivano Michetti, Flavio Paulin)
8. Innamorata – 3:22 (Antonello De Sanctis, Flavio Paulin, Ivano Michetti)

## Formazione
- Ivano (Poppi) Michetti – voce, sintetizzatore, chitarre, basso
- Silvano Michetti – tastiere, cori, batteria
- Nicolino (Nick) Luciani – voce, tastiere, keytar
- Tiziano Leonardi – tastiere, cori